# Sergio Pérez (Fußballspieler, 1988)
Sergio Pérez, vollständiger Name Sergio Maximiliano Pérez Visca, (* 26. Mai 1988 in Montevideo) ist ein uruguayischer ehemaliger Fußballspieler.

## Karriere
Der 1,66 Meter große Mittelfeldakteur Pérez stand zu Beginn seiner Karriere im Jahr 2006 in Reihen der Reservemannschaft (Formativas) des Club Atlético Peñarol. Bei den „Aurinegros“ gehörte er sodann in den Spielzeiten 2006/07 und 2007/08 dem Profikader an und absolvierte saisonübergreifend 19 Spiele in der Primera División. Dabei schoss er drei Tore. Mitte August 2008 wurde er für den Rest des Jahres an den Tacuarembó FC ausgeliehen. Bei den Norduruguayern stehen 13 Erstligaeinsätze und ein erzielter Treffer für ihn zu Buche. Mitte Februar 2009 folgte eine weitere Ausleihe. Aufnehmender Verein war dieses Mal der Club Atlético Cerro. Bei den Montevideanern kam er in der Clausura 2009 elfmal in der höchsten uruguayischen Spielklasse zum Einsatz und erzielte zwei Treffer. Anfang August jenes Jahres kehrte er zu Peñarol zurück und gehörte dort wieder der Reservemannschaft an. Im Juli 2010 wurde er ein zweites Mal an Cerro verliehen. In der Saison 2010/11 lief er dort 14-mal in der Primera División auf und traf einmal ins gegnerische Tor. Ab Mitte 2011 war er für anderthalb Monate wieder Spieler von Peñarols Reserve. Mitte August verpflichtete ihn dann der Racing Club de Montevideo, für den er in der Apertura 2011 fünf Erstligabegegnungen absolvierte. Im Januar 2012 schloss er sich wieder dem Club Atlético Cerro an. Bei seinem dritten Engagement bei den „Albicelestes“ wurde er in der Clausura 2012 sechsmal in der Liga eingesetzt. Ein Pflichtspieltor gelang ihm, ebenso wie schon bei Racing, nicht. Mitte Juli 2012 nahm ihn der Erstligist El Tanque Sisley unter Vertrag. Dort blieb er jedoch ohne Ligaeinsatz. Im Januar 2013 wechselte er innerhalb der Liga zu Central Español und bestritt in der folgenden Clausura zehn persönlich torlose Erstligapartien. Ab Mitte Juli 2013 setzte er seine Karriere in Argentinien beim Club Almirante Brown fort. Elf Ligaspiele und ein Tor in der Primera B Nacional stehen bei den Argentiniern für ihn zu Buche. Deportes Concepción war sodann ab Anfang Juli 2014 sein Arbeitgeber. Saisonübergreifend wurde er in 26 Ligaspielen (ein Tor) der Primera B und sechs Begegnungen (kein Tor) der Copa Chile eingesetzt. Ende August 2016 folgte ein Wechsel zum uruguayischen Zweitligisten Club Atlético Progreso. Für diesen absolvierte er in der Saison 2016 zwölf Zweitligapartien und schoss ein Tor.